# N37 (Congo-Kinshasa)
De N37 of Route nationale 37 is een nationale weg in Congo-Kinshasa die vanaf de stad Lubumbashi naar de Zambiaanse grens bij Kipushi loopt. In Lubumbashi sluit de weg aan op de N1. In Zambia loopt de weg verder naar Mufuwa en Kansanshi. 